# Fanny Cerrito
Fanny Cerrito, egentligen Francesca Cerrito, född 11 maj 1817 i Neapel, död 6 maj 1909 i Paris, var en italiensk ballerina och koreograf.